# Agrypon drepanae
Agrypon drepanae är en stekelart som beskrevs av Dasch 1984. Agrypon drepanae ingår i släktet Agrypon och familjen brokparasitsteklar. Inga underarter finns listade i Catalogue of Life.